# Hoàng Thúc Hội
Hoàng Thúc Hội (1870 - 1938), hiệu Cúc Hương, tự Gia Phủ; là một nhà thơ, nhà văn Việt Nam thời Pháp thuộc.

## Tiểu sử
Ông sinh năm Canh Ngọ (1870) tại làng Hạ Yên Quyết (về sau gọi là làng Cót), phủ Hoài Đức, tỉnh Hà Đông (nay thuộc phường Yên Hòa, quận Cầu Giấy, thành phố Hà Nội).
Năm Bính Ngọ (1906), ông thi đỗ Cử nhân, nhưng không ra làm quan.
Năm 1932, đền Hai Bà Trưng (Hà Nội) trùng tu. Dịp này, báo Trung Bắc tân văn mở cuộc thi thơ để kỷ niệm. Sau đó, bài của ông đã trúng giải nhất, và được khắc vào bia đá nơi đền thờ ấy.
Ông mất năm Mậu Dần (1938), hưởng thọ 68 tuổi. Sinh thời, đạo đức và tài văn chương của ông được nhiều sĩ phu kính trọng .
Con ông là Hoàng Thúc Trâm (1902 - 1977), cũng là một người có tiếng trong sử học và văn học Việt.

## Tác phẩm
Tác phẩm của Hoàng Thúc Hội có:
- Trưng vương lịch sử
- An Sơn tùy bút tập (3 quyển).
- Sài Sơn thực lục.
- Hà đê đối sách.
- Đàm Phật lục.

## Thơ vịnhHai Bà Trưng
Dưới đây là bài thơ đã đạt giải vừa nói trên:
Ngựa Gióng đã lên không,
Rừng Thanh voi chửa lồng.
Nẩy chồi hoa lưu Lạc,
Mở mặt nước non Hồng.
Trăng dọi gương hồ Bạc,
Mây tan dấu cột đồng,
Nén hương lòng cố quốc,
Xin khấn một lời chung.
Hoàng Thúc Hội

## Sách tham khảo
- Nguyễn Q. Thắng - Nguyễn Bá Thế, mục từ "Hoàng Thúc Hội" trong Từ điển nhân vật lịch sử Việt Nam. Nhà xuất bản Khoa học xã hội, 1992.